# Comuna Slobozia Ciorăști, Vrancea
Slobozia Ciorăști este o comună în județul Vrancea, Muntenia, România, formată din satele Armeni, Jiliște și Slobozia Ciorăști (reședința).

## Așezare
Comuna se află în partea sud-estică a județului, pe malurile râului Râmna. Este traversată de autostrada A7, care leagă Buzăul de Focșani, pe care este deservită de nodul Slobozia-Ciorăști, care se descarcă în șoseaua județeană DJ205R, care o leagă spre sud-est de Gologanu și spre nord-vest de Golești (unde se intersectează cu DN2), Vârteșcoiu și Broșteni. Lângă Slobozia-Ciorăști, din acest drum se ramifică șoseaua județeană DJ204F care duce spre sud la Gugești.

## Demografie
Componența etnică a comunei Slobozia Ciorăști
     Români (89,22%)
     Alte etnii (0,18%)
     Necunoscută (10,6%)
Componența confesională a comunei Slobozia Ciorăști
     Ortodocși (88,92%)
     Alte religii (0,36%)
     Necunoscută (10,72%)
Conform recensământului efectuat în 2021, populația comunei Slobozia Ciorăști se ridică la 1.660 de locuitori, în scădere față de recensământul anterior din 2011, când fuseseră înregistrați 1.699 de locuitori. Majoritatea locuitorilor sunt români (89,22%), iar pentru 10,6% nu se cunoaște apartenența etnică. Din punct de vedere confesional, majoritatea locuitorilor sunt ortodocși (88,92%), iar pentru 10,72% nu se cunoaște apartenența confesională.

## Politică și administrație
Comuna Slobozia Ciorăști este administrată de un primar și un consiliu local compus din 11 consilieri. Primarul, Elena Gârneață[*], de la Partidul Social Democrat, este în funcție din 2004. Începând cu alegerile locale din 2024, consiliul local are următoarea componență pe partide politice:
|  | Partid                    | Consilieri | Componența Consiliului | Componența Consiliului | Componența Consiliului | Componența Consiliului | Componența Consiliului | Componența Consiliului | Componența Consiliului | Componența Consiliului | Componența Consiliului | Componența Consiliului |
|  | ------------------------- | ---------- | ---------------------- | ---------------------- | ---------------------- | ---------------------- | ---------------------- | ---------------------- | ---------------------- | ---------------------- | ---------------------- | ---------------------- |
|  | Partidul Social Democrat  | 10         |                        |                        |                        |                        |                        |                        |                        |                        |                        |                        |
|  | Partidul Național Liberal | 1          |                        |                        |                        |                        |                        |                        |                        |                        |                        |                        |

## Istorie
La sfârșitul secolului al XIX-lea, comuna Slobozia-Ciorăști făcea parte din plasa Marginea de Sus a județului Râmnicu Sărat și era formată din satele Ciorăști, Siliștea, Armeni, Oreavu și Dumitreni, având o populație totală de 1664 de locuitori. În comună funcționau o biserică zidită în 1863 și o școală mixtă datând din 1884. Anuarul Socec din 1925 consemnează comuna în plasa Cotești a aceluiași județ, cu o populație de 2153 de locuitori în satele Armeni, Ciorăști, Oreavu și Slobozia. În 1931, satul Oreavu a fost transferat comunei Gugești.
În 1950, comuna a trecut la raionul Focșani din regiunea Putna, apoi (după 1952) din regiunea Bârlad și (după 1956) din regiunea Galați. În 1968, a fost transferată la județul Vrancea.